# Stephen R. Lawhead
Œuvres principales
- Cycle de Pendragon

Stephen Robert Lawhead, né le 2 juillet 1950 à Kearney dans le Nebraska, est un écrivain américain de fantasy et de science-fiction. 

## Biographie
Stephen R. Lawhead est né à Kearney dans le Nebraska. Il a commencé sa carrière dans le journalisme en dirigeant le Campus Life Magazine. Dans les années 1980, il entreprend la rédaction de La Saga du Roi Dragon, sujet d'entrainement pour constater s'il peut faire vivre sa famille de sa plume.
Par la suite, il se documente sur la mythologie et l'histoire celte de l'Angleterre, puis publie Le Cycle de Pendragon. Traduit dans de nombreuses langues, ce livre a été salué par la critique anglo-saxonne comme un renouvellement original du genre traditionnel de la fantasy à coloration médiévale. Stephen R. Lawhead est également l'auteur du Cycle du Chant d'Albion et des Croisades celtiques.
Il vit actuellement en Angleterre, à Oxford, avec sa femme, écrivain elle aussi.

## Œuvres

### SérieLa Saga du Roi Dragon
1. Le Château du Roi-Dragon ((en) In the Hall of the Dragon King, 1982)
2. Les Seigneurs de guerre de Nin ((en) The Warlords of Nin, 1983)
3. Le Glaive et la Flamme ((en) The Sword and the Flame, 1984)

### SérieEmpyrion
1. (en) The Search for Fierra, 1985
2. (en) The Siege of Dome, 1986

### SérieCycle de Pendragon
- Préquelle (en) Aurelia, 2025

1. Taliesin ((en) Taliesin, 1987)
2. Merlin ((en) Merlin, 1988)
3. Arthur ((en) Arthur, 1989)
4. Pendragon ((en) Pendragon, 1994)
5. Le Graal ((en) Grail, 1997)

### SérieCycle du chant d'Albion
1. La Guerre du paradis ((en) The Paradise War, 1991)
2. La Main d'argent ((en) The Silver Hand, 1992)
3. Le Nœud sans fin ((en) The Endless Knot, 1993)

### SérieLes Croisades celtiques
1. La Lance de fer ((en) The Iron Lance, 1998)
2. Le Bois noir ((en) The Black Rood, 2000)
3. La Rose mystique ((en) The Mystic Rose, 2001)

### SérieLe Roi corbeau
1. Robin ((en) Hood, 2006)
2. Will ((en) Scarlet, 2007)
3. Tuck ((en) Tuck, 2009)

### SérieBright Empires
1. (en) The Skin Map, 2010
2. (en) The Bone House, 2011
3. (en) The Spirit Well, 2012
4. (en) The Shadow Lamp, 2013
5. (en) The Fatal Tree, 2014

### SérieEirlandia
1. (en) In the Region of the Summer Stars, 2018
2. (en) In the Land of the Everliving, 2019
3. (en) In the Kingdom of All Tomorrows, 2020

### Romans indépendants
- Le Voleur de rêves ((en) Dream Thief, 1983)
- (en) Byzantium, 1996
- Avalon : Le Retour du roi Arthur ((en) Avalon: The Return of King Arthur, 1999)
- (en) Patrick: Son of Ireland, 2003
- (en) City of Dreams, 2003Écrit avec Ross Lawhead.